# Franciszek Bae Gwan-gyeom
Franciszek Bae Gwan-gyeom (kor.  배관겸 프란치스코; ur. ok. 1740-1750 w Jinmok, Dangjin w ówczesnej prowincji Chungcheong w Korei; zm. 7 stycznia 1800 w Cheongju w Korei) – koreański męczennik, błogosławiony Kościoła katolickiego.

## Życiorys
Franciszek Bae Gwan-gyeom urodził się około 1740-1750 w Jinmok, Dangjin w ówczesnej prowincji Chungcheong w Korei. Został katolikiem wkrótce po wprowadzeniu tej religii do Korei.
Władze koreańskie nie były przychylne chrześcijaństwu i co pewien czas wybuchały prześladowania. W 1791 r. Franciszek Bae Gwan-gyeom został uwięziony z powodu wyznawanej wiary, jednak wyrzekł się jej w więzieniu i w konsekwencji tego odzyskał wolność. Po powrocie do domu żałował swojego czynu i pokutował za niego. Przeprowadził się do Seosan, a wkrótce potem do Yangje, gdzie stworzył z innymi wiernymi społeczność chrześcijan.
W 1794 roku do Korei przybył chiński misjonarz Jakub Zhou Wenmo, który w kolejnym roku zaczął odwiedzać wspólnoty wierzących.  Na wieść o tym Franciszek Bae Gwan-gyeom z współwyznawcami przygotowali specjalną salę do nauczania, gdyż mieli nadzieję na odwiedziny księdza w końcu 1798 roku. Niestety fala kolejnych prześladowań dotarła do prowincji Chungcheong i 3 października 1798 roku policja przybyła do wioski. Natychmiast aresztowano Franciszka Bae Gwan-gyeom i przewieziono do Hongju. Tamtejszy sędzia nakazał go torturować w celu zmuszenia do wskazania miejsc spotkań katolików i wydania katolickich książek. Ponieważ tortury nie dały spodziewanych przez władze wyników, poinformowano o tym gubernatora Gongju, który z kolei nakazał przeniesienie Franciszka Bae Gwan-gyeom do jednostki wojskowej w Cheongju w celu dalszego śledztwa. Franciszek Bae Gwan-gyeom zmarł w więzieniu 7 stycznia 1800 roku.
Franciszek Bae Gwan-gyeom został beatyfikowany przez papieża Franciszka 16 sierpnia 2014 roku w grupie 124 męczenników koreańskich.
Wspominany jest 31 maja z grupą 124 męczenników koreańskich.